# Rio Omori
Rio Omori (大森 理生 Omori Rio?), född 21 juli 2002 i Tokyo prefektur, är en japansk fotbollsspelare.
Omori började sin karriär 2019 i FC Tokyo.